# Víctor Rangel

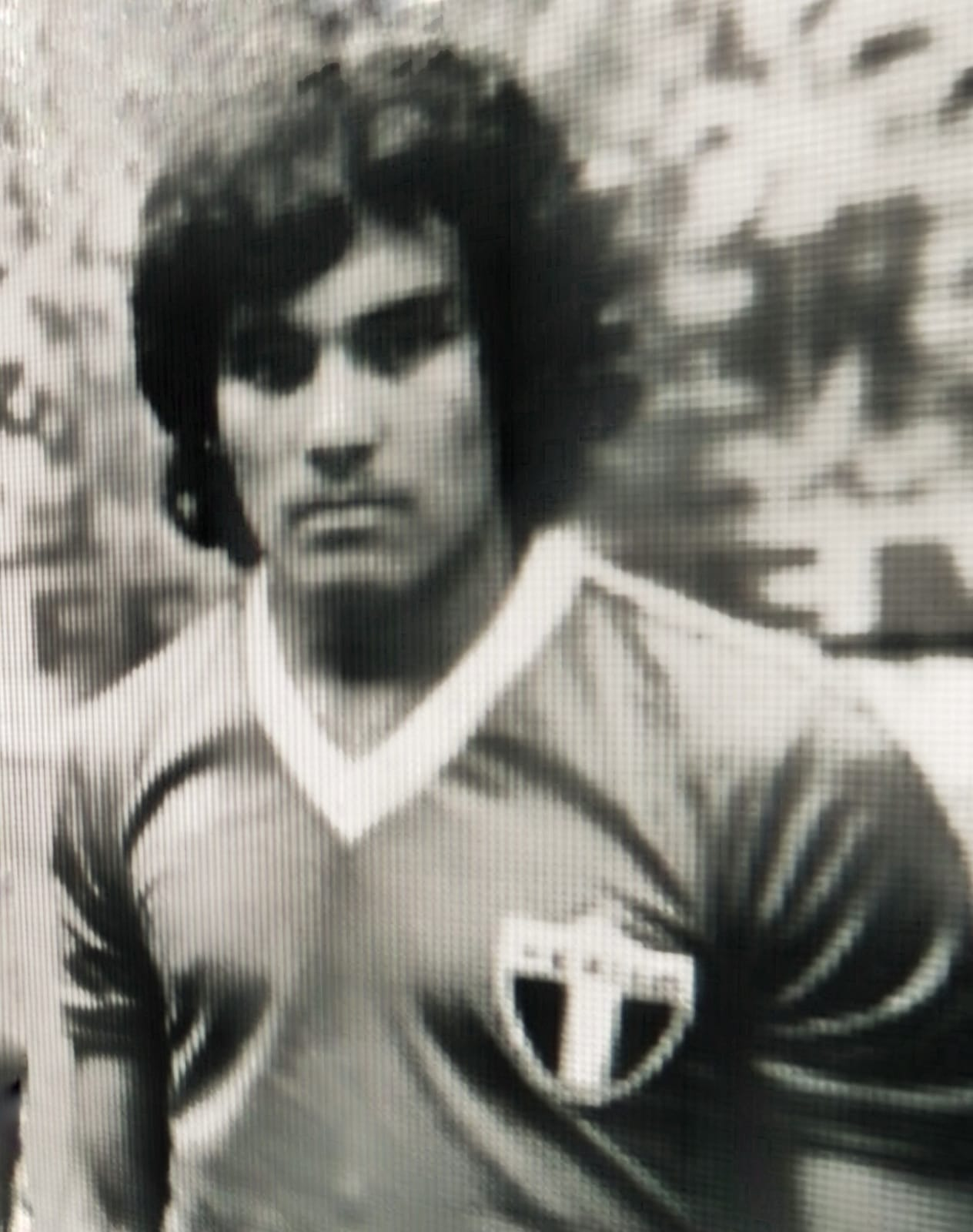
Víctor Rangel, 1978

Víctor Rangel (* 11. März 1957) ist ein ehemaliger mexikanischer Fußballspieler, der meist auf der Position des Mittelstürmers zum Einsatz kam und zwischen 1976 und 1984 bei Chivas Guadalajara unter Vertrag stand. Außerdem spielte er je eine Spielzeit beim Club León und für Atlético Potosino, bevor er seine aktive Laufbahn zwischen 1986 und 1988 bei den Ángeles de Puebla beendete. Seither war Victor Rangel als Trainer diverser Vereine in Mexiko und den USA tätig.

## Karriere
Obwohl Víctor Rangel sieben Jahre in Diensten des Club Deportivo Guadalajara stand – einem Verein, der über weite Strecken Rekordmeister der mexikanischen Primera División war –, ging Rangel in diesem Sinne buchstäblich „leer“ aus. Denn er spielte bei diesem Verein ausgerechnet in einer Epoche, die unter der Bezeichnung „Chivas flacas“ (magere Ziegen) in die Geschichte eingehen sollte und in der der Verein keinen einzigen Titel gewann.
Zu Beginn seiner Karriere war Rangel ein äußerst erfolgreicher Senkrechtstarter, der sein Länderspieldebüt bereits im Alter von nur 20 Jahren feierte und auch in dieser Hinsicht den viel zitierten „Einstand nach Maß“ hatte. Denn gleich bei seinem ersten Länderspiel gegen Haiti am 9. Oktober 1977 hatte er mit seinen drei Toren maßgeblichen Anteil am 4:1-Triumph seiner Mannschaft. Dieser Sieg in der Qualifikation zur WM 1978 in Argentinien war nicht nur ein Meilenstein auf dem Weg zur Teilnahme an der nächsten WM, sondern auch eine gelungene Revanche für das Ausscheiden in der Qualifikation zur vorherigen WM 1974, die in Deutschland ohne die Mexikaner stattgefunden hatte, weil sich an ihrer Stelle die Mannschaft von Haiti qualifiziert hatte. Gleich in seinem zweiten Länderspiel gegen El Salvador, das nur drei Tage später stattfand, war Rangel mit seinen beiden Toren erneut der entscheidende Wegbereiter zum 3:1-Erfolg seiner Mannschaft.
1976 nahm er am olympischen Fußballturnier in Montreal teil, bei dem er mit Mexiko in der Vorrunde ausschied, aber drei Tore erzielen konnte, womit er zusammen mit Vicente Pereda und Héctor Pulido, die beide 1968 je drei Tore erzielten, bester mexikanischer Torschütze bei Olympischen Spielen ist.
Rangel bestritt auch alle drei Spiele, die die Mexikaner bei der WM 1978 absolvierten und war zudem der einzige Spieler der mexikanischen Nationalmannschaft, dem bei dieser – aus Sicht der Mexikaner so enttäuschenden – WM ein Feldtor gelang; das andere hatte Arturo Vázquez Ayala per Elfmeter erzielt. Dennoch begann Rangels Stern nach dieser WM rasch zu sinken. Denn von nun an kam er in der Nationalmannschaft nur noch gelegentlich als Auswechselspieler zum Einsatz und erzielte kein Länderspieltor mehr.
Insgesamt kam Rangel auf 17 Länderspieleinsätze, bei denen er sieben Tore erzielte. Zum letzten Mal trug er das Dress der Nationalmannschaft am 22. Januar 1980 in einem Freundschaftsspiel gegen die Tschechoslowakei, das Mexiko mit 1:0 gewann.
Auch wenn er zuletzt in der Nationalmannschaft nicht mehr traf, hatte er seine Torgefährlichkeit nicht generell eingebüßt. Immerhin war er in den vier Spielzeiten zwischen 1978 und 1982 dreimal der erfolgreichste Torschütze seines Vereins. So erzielte er in den Spielzeiten 1978/79 und 1979/80 jeweils neun Tore und in der Saison 1981/82 brachte er es sogar auf 13 Treffer.